# Fakelore
Fakelore ist ein Kofferwort aus Fake und Folklore, das der nordamerikanische Folklorist Richard M. Dorson im Jahre 1950 in seinem Artikel Folklore and Fakelore prägte, um authentische mündliche Überlieferung von gezielt fabrizierten Erzeugnissen abzugrenzen, die sich als Folklore ausgeben, aber keine sind.
Wenn sich Dorson in seinem Fakelore-Artikel in der Enzyklopädie des Märchens auf die Ansicht mancher Wissenschaftler bezieht, die Fakelore als „Kraft mit verdummender Wirkung“ betrachten, so dürfte dies seine eigene Position beschreiben. Anders als der verwandte Begriff des Folklorismus, den die deutsche Nachkriegs-Volkskunde aufbrachte, ist Fakelore eine sehr stark wertende Bezeichnung. Kritiker verweisen auf das Problem, echte und gefälschte Volksüberlieferung überzeugend auseinanderhalten zu können angesichts der vielfältigen Wechselwirkungen der beiden Bereiche.